# Chagrin (humeur)
Pour les articles homonymes, voir Chagrin.

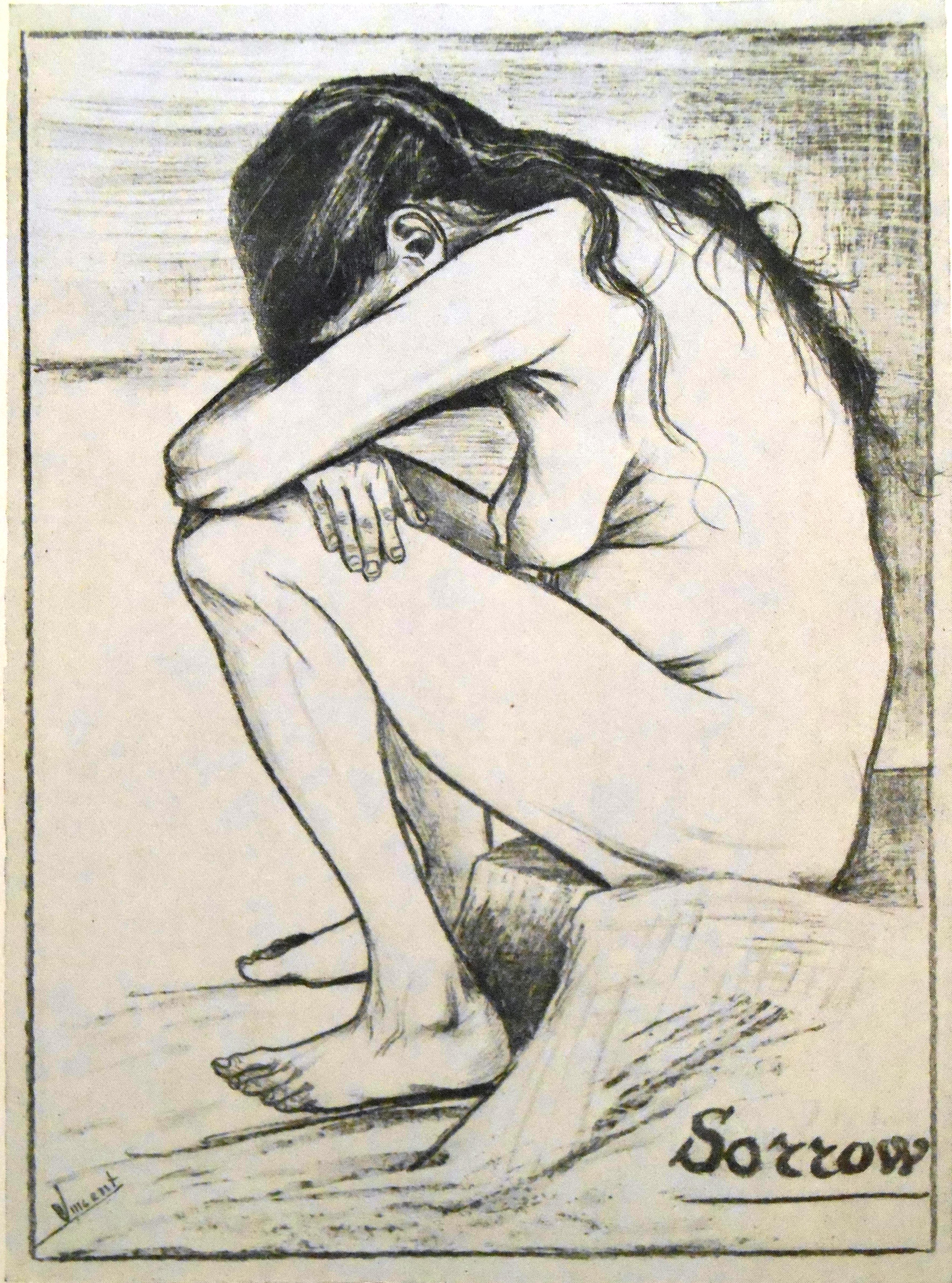
Chagrin (1882), lithographie de Vincent van Gogh.

Le chagrin peut être une émotion, un sentiment, ou encore une sensation. Le chagrin est plus « intense » que la tristesse, car il implique un état à long terme. Le chagrin peut exprimer un degré de résignation et se dit être à mi-chemin entre la tristesse (acceptation) et la détresse (inacceptation).
Le chagrin est éprouvé par un individu en réaction à une perte réelle ou potentielle d'un objet, en manifestation de sa tristesse. Le schéma du chagrin peut être cyclique, récurrent, et potentiellement évolutif. Il peut être le reflet d'affections psychologiques ou psychiatriques, comme la mélancolie ou la dépression, ou émerger lors d'un processus de deuil. Les expressions non verbales du chagrin peuvent être une prostration, un repli sur soi, une altération du bien-être ou de l'élan vital ou encore des pleurs. Les émotions ou sentiments associés au chagrin peuvent être la colère, la rage, la peur, la perte d'espoir ou encore la culpabilité.